# Krzysztof Mroziewicz
Krzysztof Mroziewicz (ur. 20 lutego 1945 w Słupicy) – polski publicysta, korespondent wojenny, dyplomata, komentator spraw międzynarodowych w „Polityce” i programie TVP 7 dni świat.

## Życiorys
Absolwent Uniwersytetu Warszawskiego; studiował na Wydziale Matematyki i Fizyki oraz w Instytucie Dziennikarstwa i Nauk Politycznych. W czasie studiów aktor Teatru Hybrydy i kierownik klubu o tej samej nazwie. Jako początkujący dziennikarz pracował w tygodniku studenckim „itd”, gdzie piastował funkcje m.in. zastępcy szefa działu kultury, szefa działu kultury oraz zastępcy redaktora naczelnego. W latach 1976–77 na stypendium Zrzeszenia Studentów Polskich wyjechał do Panamy, gdzie – pracując jako robotnik – zajmował się pisaniem doktoratu nt. myśli Ernesta Che Guevary. W latach 1978–79 ukończył studia podyplomowe jako stypendysta Universidad Nacional de Panama. W latach osiemdziesiątych korespondent Polskiej Agencji Prasowej w Indiach, korespondent wojenny w Nikaragui, Afganistanie i Sri Lance, wiceprezes Stowarzyszenia Prasy Zagranicznej w Azji Południowej. Od 1990 roku etatowy dziennikarz tygodnika „Polityka”, komentator prasowy, telewizyjny i radiowy, w tym wielokrotnie dla BBC. W latach 1996–2001 pełnił misję jako ambasador Polski w Indiach, Sri Lance i Nepalu.
Obecnie pracuje jako wykładowca Wydziału Dziennikarstwa i Nauk Politycznych Uniwersytetu Warszawskiego, na Uniwersytecie Jagiellońskim, Uniwersytecie Pedagogicznym w Krakowie. Prowadził zajęcia akademickie dla studentów Stanford University i gościnnie w Banaras Hindu University.
Otrzymał wiele nagród i odznaczeń, m.in. trzy Wiktory, Złoty Medal Uniwersytetu Wrocławskiego oraz medal z okazji 300-lecia tego uniwersytetu. Posiada honorową legitymację PAP Nr 2 – po Ryszardzie Kapuścińskim.
Według materiałów zgromadzonych w archiwum Instytutu Pamięci Narodowej był w latach 1982–1990 tajnym współpracownikiem wywiadu wojskowego PRL (Zarządu II Sztabu Generalnego) o pseudonimie „Sangi”.
Jego żoną była reżyserka filmów dokumentalnych Alicja Albrecht-Mroziewicz.

## Twórczość
- Guantanamera: korespondencja z Hawany, 1978
- Istmo: biuletyn wiadomości dobrego i złego, 1982
- Kabul w okresie postu, 1990
- Syberia z biegiem Jeniseju (zdjęcia Zenon Żyburtowicz), 1996
- Ucieczka do Indii, 1996, wydanie rozszerzone 2005
- Dziennikarz w globalnej wiosce (wstęp Ryszard Kapuściński), 2004
- Moc, niemoc i przemoc, 2005
- Ćakra czyli kołowa historia Indii, 2006
- Czas pluskiew, 2007
- Ekstazja: podróże z Afrodytą (ilustracje Rosław Szaybo), 2007
- Prawdy ostateczne Ryszarda Kapuścińskiego, 2008
- Bezczelność, bezkarność, bezsilność. Terroryzmy nowej generacji, 2010
- Fidelada. Podróż w czasie politycznym, 2011
- Portret PRL. Twarze i maski (zdjęcia Zenon Żyburtowicz), 2011
- 33 Ewy i trzech Adamów (ilustracje Rosław Szaybo), 2012
- Korespondent czyli Jak opisać pełzający koniec świata, 2013
- Pastwisko świętych byków, 2014
- Mity indyjskie, 2015
- Indie. Sztuka władzy, 2017
- Delirium władzy, 2019